# Goran Marić
Goran Marić (cirill betűkkel: Гopaн Mapић, Újvidék, Jugoszlávia, 1984. március 23. –) jugoszláv születésű, szerb, spanyol labdarúgó. Magyarországra szerződése előtt megfordult a Celta de Vigo B, a Las Palmas, a Celta de Vigo, a Barcelona B, a Norwich City és a Real Unión csapatánál is.

## Pályafutása
Profi pályafutását a Celta de Vigo B csapatában kezdte el, 2002-ben. Egészen 2008-ig szerepelt itt, és összesen száznegyvennyolc mérkőzésen játszott. Ezeken a találkozókon negyvenkilenc találatot jegyzett. 2006-tól, 2007-ig kölcsönben a Las Palmas csapatában szerepelt, ahol kilencszer játszott. 2007-től, 2009-ig tagja volt a Celta de Vigo első csapatának is, de mindössze egy meccs jutott számára. 2008 és 2009 között a Barcelona B csapatát erősítette, kölcsönjátékosként. Katalóniában harmincnégy mérkőzésen, tizenegyszer volt eredményes.
2009. július 30-án egyéves szerződést kötött az angol harmadosztályban szereplő Norwich City csapatával. Itt nem sikerült a bajnokságban pályára lépnie, így télen visszatért Spanyolországba, a másodosztályú Real Unión csapatához. Fél évet töltött el itt, és kilencszer szerepelt a 2009/10-es szezonban.
2010 nyarán kétéves szerződést kötött a Lombard Pápa csapatával.